# Ларанжейру
Ларанжейру (порт. Laranjeiro)  —  район (фрегезия) в Португалии,  входит в округ Сетубал. Является составной частью муниципалитета  Алмада. Находится в составе крупной городской агломерации Большой Лиссабон. По старому административному делению входил в провинцию Эштремадура. Входит в экономико-статистический  субрегион Полуостров Сетубал, который входит в Лиссабонский регион. Население составляет 21 175 человек на 2001 год. Занимает площадь 3,66 км².
Покровителем района считается Дева Мария (порт. Maria). 